# Jan Komnen (syn Andronika I)
Jan Komnen (gr. Ἰωάννης Κομνηνός; ur. w sierpniu lub we wrześniu 1159 w Konstantynopolu, zm. 12 września 1185 w Tracji) – syn Andronika I Komnena, cesarza bizantyjskiego.
Był współrządcą w okresie rządów ojca. Po śmierci ojca w 1185 został zamordowany przez wojsko w Tracji. Jego bratem był Manuel Komnen.